# Дунаєво (Новгородська область)
Дунаєво (рос. Дунаево) — присілок в Холмському районі Новгородської області Російської Федерації.
Населення становить 62 особи. Входить до складу муніципального утворення Красноборське сільське поселення.

## Історія
Від 2004 року входить до складу муніципального утворення Красноборське сільське поселення.

## Населення
| 2010 |
| ---- |
| 62   |